# Montesquiou
Montesquiou è un comune francese di 618 abitanti situato nel dipartimento del Gers nella regione dell'Occitania.
E la villa d'origine de la famosa famiglia de Montesquiou-Fezensac. 

## Società

### Evoluzione demografica
Abitanti censiti